# Општина Миршид (Салаж)
Миршид (рум. Mirşid) општина је у Румунији у округу Салаж.
Oпштина се налази на надморској висини од 299 m.